# Leo Horn
Leopold Sylvain Horn dit Leo Horn (né le 29 août 1916 à Sittard et mort le 16 septembre 1995 à Amstelveen) est un arbitre néerlandais de football. Il est aussi éditorialiste et un manufacturier dans le textile. Il débute en 1947, puis est arbitre international en 1950 et arrête en 1966. Pendant la Seconde Guerre mondiale, il est ciblé par le régime du fait qu'il est juif. Il entre dans la résistance. Son frère, Edgar Horn, meurt dans un camp de concentration.  

## Carrière
Il officie dans des compétitions majeures : 
- Coupe des clubs champions européens 1956-1957 (finale)
- Coupe des clubs champions européens 1961-1962 (finale)
- Coupe du monde de football de 1962 (3 matchs)
- Copa Libertadores 1962 (finale rejouée)
- Copa Libertadores 1964 (finale aller)